# Adolf Stahl (Theologe)
Adolf Karl Ludwig Stahl (* 21. Oktober 1884 in Bicken; † 20. Mai 1960 in Hamburg) war ein deutscher evangelischer Theologe.

## Leben
Adolf Stahl war der Sohn von Albert Stahl und dessen Ehefrau Sofia Beyerhaus. Er verbrachte die Kindheit in seinem Geburtsort nahe Wiesbaden, wo der Vater als Pfarrer arbeitete. Später zog die Familie nach Bad Soden, wo der  Vater eine neue Stelle erhalten hatte. 1904 bestand Adolf Stahl in Höchst die Reifeprüfung. Danach studierte er Theologie an Universitäten in Marburg, Halle, Erlangen und Berlin. Nach dem ersten theologischen Examen 1907 arbeitete er als Vikar in Diasporagemeinden in Österreich. 1909 bestand er das zweite theologische Examen und blieb bis 1915 als Pastor in Österreich. Danach erhielt er eine Pfarrstelle in Gräblin. 1922 zog er nach Frankfurt am Main, wo er für den Deutschen Verein für öffentliche und private Fürsorge arbeitete. Stahl wirkte zumeist in der Jugendhilfe und beteiligte sich als Vereinsvertreter am Reichsjugendwohlfahrtsgesetz. Begleitend hierzu arbeitete er an seiner Promotion über Hans Driesch an der Universität Wien, die er 1923 abschloss.
1924 wechselte Stahl als Pfarrer zum Landesverein der Inneren Mission in Wiesbaden. 1926 ging er als zweiter Direktor des Central-Ausschusses der Inneren Mission nach Berlin. Er arbeitete hier wissenschaftlich und publizierte. Außerdem gestaltete er die Verbandsorganisation demokratisch um. Außerdem unterrichtete er am Evangelischen Johannesstift sowie am Institut für Sozialethik und Wissenschaft der Inneren Mission an der Berliner Universität. Während dieser Zeit publizierte er umfangreich zur Situation der Inneren Mission, über die Jugendhilfe und das Jugendstrafrecht. Außerdem verfasste er Erbauungsschriften.
Am 1. März 1932 trat Stahl in die NSDAP ein, der er bis zum Verbot mit kurzen Unterbrechungen angehörte. Ab Dezember 1933 arbeitete er als Anstaltspastor und Rektor an der Diakonissenanstalt in Altona. 1935 stellte er in einer Rede dar, warum Ziele und Aufbau der Inneren Mission dem Führerprinzip Adolf Hitler glichen, das dieser „in unerhöhrter Echtheit, Reinheit und Stärke“ verkörpere. Sowohl Hitler als auch die Innere Mission hätten eine charismatische göttliche Begabung und übernähmen Verantwortung, so der Theologe. Die lokalen Einrichtungen der Mission agierten zwar rechtlich selbstständig. Es sei jedoch erforderlich, einer übergeordneten zentralen Leitung mehr Entscheidungskompetenzen einzuräumen, um den Zusammenhalt der Mission zu stärken, wie dies im Deutschen Reich der Fall sei, so Stahl.

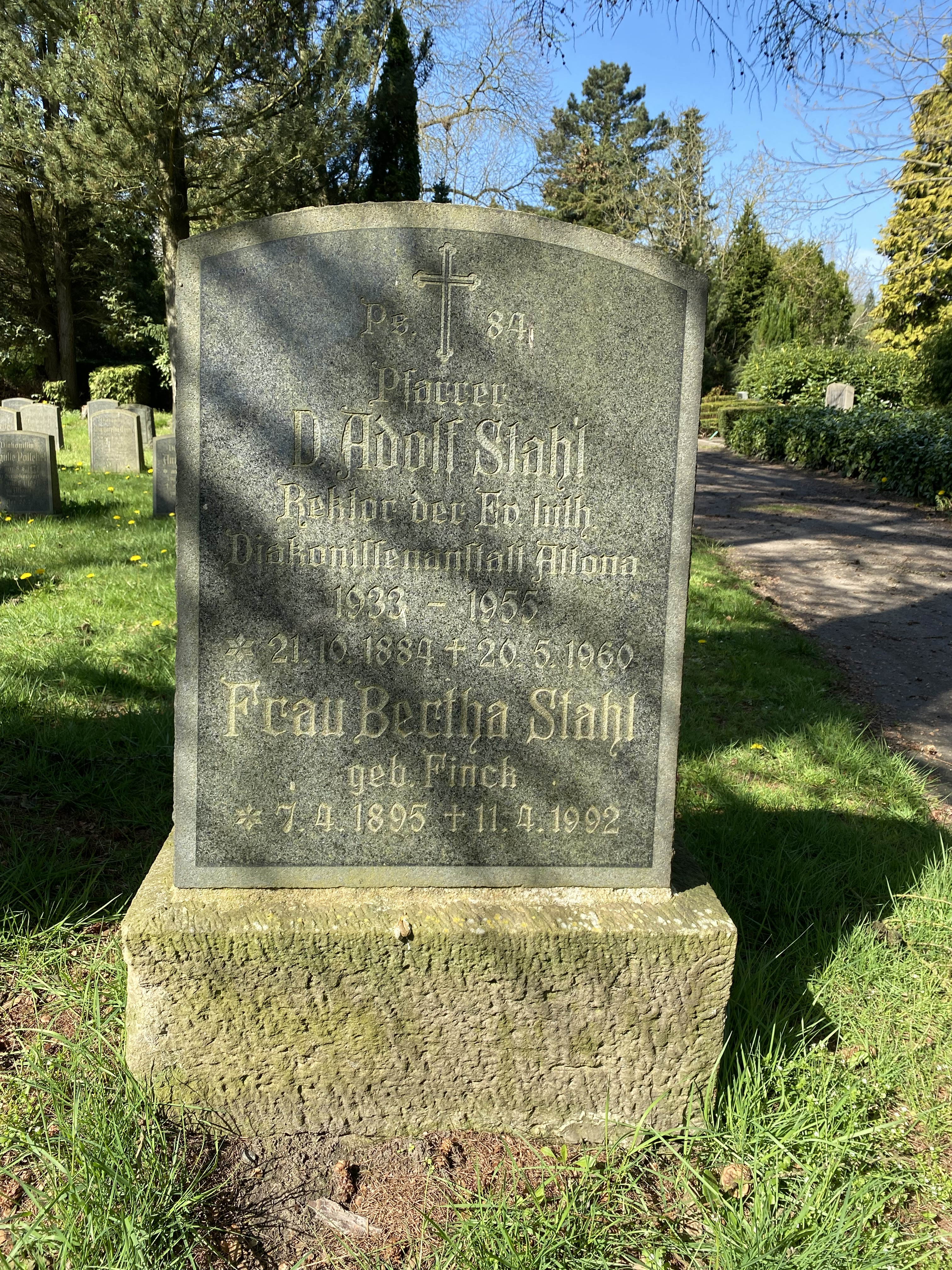
Grabstätte auf dem Hamburger Friedhof Diebsteich

Die Altonaer Diakonissenanstalt verfügte seit der Jahrhundertwende über ein sogenanntes „Krüppelhaus“, dem ein Internat für Kinder mit schweren körperlichen Behinderungen angegliedert war. Diese Kinder erhielten hier eine Schul- und Berufsausbildung und medizinische Versorgung. Da die Einrichtung wirtschaftliche Probleme hatte und sich gleichzeitig nach der Ideologie der Nationalsozialisten ausrichtete, kooperierte das „Krüppelhaus“ mit dem Klinikum Eppendorf und Einrichtungen der staatlichen „Landeskrüppelfürsorge“. Mit der Zustimmung Stahls vermittelte das „Krüppelhaus“ dort untergebrachte Kinder als „Forschungsmaterial“ und unterstützte damit das nationalsozialistische orthopädische Programm zur „Entkrüppelung“, das zu einem Schwerpunkt der Einrichtung wurde. In der Folgezeit kam ein Programm zur Therapie der Kinderlähmung hinzu. Zusammen mit den Berufsgenossenschaften entstand 1936 außerdem eine neue „Unfallheilstätte“ für 40 Patienten.
Stahl folgte in seiner nationalsozialistischen Überzeugung neuen Konzepten der Behindertenbetreuung. Während sein Vorgänger die Pflege behinderter Menschen, die lebenslang arbeitsunfähig und pflegebedürftig waren, förderte, lehnte Stahl dies ab. Stattdessen verfolgte er das Ziel, behinderte Personen durch eine Mitgliedschaft in der Hitlerjugend gesellschaftlich zu integrieren. Die behinderten Kinder und Jugendlichen bekamen dafür eine eigene Gruppe. Nach dem Ausbruch des Zweiten Weltkriegs sank die Zahl der in der Diakonissenanstalt angemeldeten Personen, sodass Werkstätten schrittweise aufgegeben werden mussten. Andere Gebäude der Einrichtung dienten nun als Kriegslazarette. 1941 schloss die Behindertenabteilung komplett.
Im Juli 1943 zerstörten die Alliierten bei Luftangriffen nahezu alle Einrichtungen der Diakonie in Altona und Stellingen, im April 1945 auch Ausbildungseinrichtungen in Bad Oldesloe, wohin die Schwestern in der Zwischenzeit gezogen war. Bei den Angriffen starben fast 30 Angestellte und auch Stahls Ehefrau. Sein Sohn starb als Soldat an der Ostfront. Stahl sah sein Lebenswerk als zerstört an und bekam auch aufgrund der Todesfälle psychische Probleme. Er widmete sich bis zur Pensionierung am 2. Oktober 1955 dem Wiederaufbau der Einrichtung. Er verlegte den Hauptsitz der Stiftung von Altona nach Stellingen. Dort entstand ein neuer Operationsflügel und eine vorher in Altona beheimatete chirurgische Abteilung. Hinzu kamen das Mutterhaus, eine Auferstehungskapelle und ein neues Feierabendhaus. Da er in einem Wiederaufbau des „Krüppelheims“ ein zu großes finanzielles Risiko sah und den Bedarf für eine solche Einrichtung als gering erachtete, ließ Stahl diese Einrichtung entgegen oftmals vorgebrachter Wünsche nicht neu bauen.
Adolf Stahl wurde auf dem Begräbnisplatz des Diakonissenhauses auf dem Friedhof Diebsteich im Hamburger Stadtteil Bahrenfeld beigesetzt. 